# Port de l'amitié de Nouakchott
Le Port de l'amitié est un port artificiel en eau profonde situé à Nouakchott, en Mauritanie. Il a été ouvert en 1986 par une entreprise chinoise pour permettre à la ville, capitale de la Mauritanie, d'être approvisionnée pour un coût moindre que par la voie terrestre à partir de Dakar, au Sénégal.
Comme l'emplacement n'est pas un port naturel, des brise-lames en blocs de béton ont dû être utilisés pour créer un emplacement sûr pour les navires.
Des plans sont en cours pour augmenter sa capacité.

## Historique
Il n'y a pas de port naturel en eau profonde le long de la côte atlantique de l'Afrique entre Nouadhibou, en Mauritanie, et Dakar, au Sénégal, et la croissance explosive de Nouakchott dans les années 1970 et 1980 a menacé de submerger le modeste réseau routier reliant Nouakchott et le Sénégal.
La république populaire de Chine a offert un prêt sans intérêt de 50 ans de 150 millions de dollars au début des années 80 pour financer la construction d'un port par la China Road & Bridge Corporation. Elle a fait venir plus de 400 travailleurs qui ont dû mettre en place plus de 100 000 blocs de béton pesant chacun plus de 12,2 tonnes. Les travailleurs ont dû lutter contre la haute mer et les vents, les tempêtes de sable et les forts courants le long du littoral non protégé à environ 12 kilomètres au sud-ouest de la ville. Malgré ces difficultés, les installations ont été achevées plusieurs mois plus tôt que prévu et le port a ouvert le 17 septembre 1986.
En 2001, l'Espagne a annoncé qu'elle construirait un terminal pétrolier près du port pour répondre à la demande croissante du pays.
En 2003, le Mali a annoncé qu'il construirait 92 000 mètres carrés d'espace d'entrepôt pour gérer ses propres importations et exportations via le port.

## Capacité et installations
Le port a été conçu pour une capacité de 500 000 tonnes de port en lourd (DWT) de fret par an, mais traitait 1 500 000 tonnes (DWT) en 2009. Le quai principal est assez long pour accueillir trois navires à la fois, chacun de 10 000 DWT. La Chine a accepté en 2009 d'investir 282 millions de dollars américains dans le port, dans le but d'étendre le quai principal. En 2011, la Banque mondiale étudiait le financement d'une nouvelle installation pour conteneurs dans le port.